# Montgeroult
Montgeroult egy község Franciaországban. Lakosainak száma 350 fő (2022. január 1.).

## Földrajza
Montgeroult Cormeilles-en-Vexin, Ableiges, Boissy l'Aillerie, Courcelles-sur-Viosne és Puiseux-Pontoise községekkel határos.